# 新貝德福德 (新澤西州)
新貝德福德（英語：New Bedford）是位於美國新澤西州蒙茅斯縣的非建制地區。

## 歷史
新貝德福德的郵局於1854年設立，其後於1903年停運。

## 地理
新貝德福德所處的海拔為高於海平面21米（即69英呎），而該地所採用的時區為UTC-5，即北美东部时区（EST）。同時該地設有夏令時間，為UTC-5調快一小時，即UTC-4（EDT）。